# (29788) Rachelrossi
(29788) Rachelrossi est un astéroïde de la ceinture principale d'astéroïdes.

## Description
(29788) Rachelrossi est un astéroïde de la ceinture principale d'astéroïdes. Il fut découvert le 12 février 1999 à Socorro (Nouveau-Mexique) par le projet LINEAR. Il présente une orbite caractérisée par un demi-grand axe de 2,54 UA, une excentricité de 0,12 et une inclinaison de 1,8° par rapport à l'écliptique.

## Compléments